# Tomasz Frankowski
Tomasz Frankowski (* 16. srpna 1974) je bývalý polský fotbalový útočník, naposledy hrající za polský prvoligový celek Jagiellonia Białystok.

## Úspěchy

### Klubové
RC Strasbourg
- 1× vítěz Poháru Intertoto: 1995

 Wisła Kraków
- 5× vítěz Ekstraklasy: 1999, 2001, 2003, 2004, 2005
- 1× vítěz polského fotbalového poháru: 2002, 2003
- 1× vítěz polského superpoháru: 2001
- 1× vítěz polského ligového poháru: 2001
  - 3× Nejlepší střelec Ekstraklasy: 1999, 2001, 2005

 Jagiellonia Białystok
- 1× vítěz polského fotbalového poháru: 2010
- 1× vítěz polského superpoháru: 2010
  - 1× Nejlepší střelec Ekstraklasy: 2011